# Palmer (ort i Australien)
Palmer är en ort i Australien. Den ligger i kommunen Mid Murray och delstaten South Australia, omkring 52 kilometer öster om delstatshuvudstaden Adelaide. Antalet invånare är 328.
Runt Palmer är det mycket glesbefolkat, med 4 invånare per kvadratkilometer.. Närmaste större samhälle är Mannum, omkring 14 kilometer sydost om Palmer.
Trakten runt Palmer består till största delen av jordbruksmark. Genomsnittlig årsnederbörd är 419 millimeter. Den regnigaste månaden är juli, med i genomsnitt 68 mm nederbörd, och den torraste är december, med 8 mm nederbörd.